# Saison 1 de Dear White People
Chronologie
Saison 2 : Volume 2
Dear White People: Volume 1 est la première saison de la série télévisée Dear White People.
Cet article présente le guide des épisodes de cette première saison.

## Généralités
- L'intégralité de la saison a été mise en ligne le 28 avril 2017 sur le service Netflix.

## Distribution

### Acteurs principaux
- Logan Browning (VF : Fily Keita) : Samantha « Sam » White
- Brandon P. Bell (en) (VF : Mike Fédée) : Troy Fairbanks
- DeRon Horton (VF : Simon Koukissa) : Lionel Higgins
- Antoinette Robertson (VF : Caroline Pascal) : Colandrea « Coco » Conners
- John Patrick Amedori (VF : Juan Llorca) : Gabe Mitchell
- Marque Richardson (en) (VF : Diouc Koma) : Reggie Green
- Ashley Blaine Featherson (VF : Virginie Emane) : Joelle Brooks
- Giancarlo Esposito (VF : Nicolas Justamon) : le narrateur

### Acteurs récurrents
- Obba Babatundé (VF : Thierry Desroses) : le doyen Fairbanks
- Nia Jervier (VF : Virginie Hénocq) : Kelsey Phillips
- DJ Blickenstaff (VF : David Dos Santos) : Silvio
- Jemar Michael (VF : Olivier Dote-Doevi) : Al
- Jeremy Tardy (VF : Mohad Sanou) : Rashid Bakr
- Caitlin Carver (VF : Marie Nonnenmacher) : Muffy Tuttle
- Wyatt Nash (en) (VF : Franck Lorrain) : Kurt Fletcher
- Courtney Sauls (VF : Marie Bouvier) : Brooke
- John Rubinstein (VF : Tristan Petitgirard) : le président Fletcher
- Brant Daugherty (VF : Charles Pestel) : Thane Lockwood
- Nia Long (VF : Laurence Charpentier) : Neika Hobbs
- Francia Raisa (VF : Vanessa Van-Geneugden) : Vanessa
- Alex Alcheh (VF : Sébastien Ossard) : Milo

## Épisodes

### Épisode 1:Chapitre I
- : 28 avril 2017 sur Netflix[1]

### Épisode 2:Chapitre II
- : 28 avril 2017 sur Netflix

### Épisode 3:Chapitre III
- : 28 avril 2017 sur Netflix

### Épisode 4:Chapitre IV
- : 28 avril 2017 sur Netflix

### Épisode 5:Chapitre V
- : 28 avril 2017 sur Netflix

### Épisode 6:Chapitre VI
- : 28 avril 2017 sur Netflix

### Épisode 7:Chapitre VII
- : 28 avril 2017 sur Netflix

### Épisode 8:Chapitre VIII
- : 28 avril 2017 sur Netflix

### Épisode 9:Chapitre IX
- : 28 avril 2017 sur Netflix

### Épisode 10:Chapitre X
- : 28 avril 2017 sur Netflix